# Mangifera transversalis
Espèce
Statut de conservation UICN

 VU (Needs updating) D2 : Vulnérable
Mangifera transversalis est une espèce de plante à fleurs du genre Mangifera de la famille des Anacardiaceae.